# Ierland op het Eurovisiesongfestival 1998
Ierland nam deel aan het Eurovisiesongfestival 1998 in Birmingham, Verenigd Koninkrijk.
Het was de 32ste deelname van Ierland aan het festival.
De nationale omroep RTE was verantwoordelijk voor de bijdrage van Ierland voor 1998.

## Selectieprocedure
De Ierse nationale finale werd gehouden op 8 maart 1998 in de studio's van de nationale omroep RTE en werd uitgezonden door de RTÉ, gepresenteerd door Pat Kenny.
Acht acts deden mee in de finale en de winnaar werd gekozen door regionale jury's..

| Volgorde | Lied                     | Artiest           | Punten | Plaats |
| -------- | ------------------------ | ----------------- | ------ | ------ |
| 1        | "Is Always Over Now?"    | Dawn Martin       | 95     | 1ste   |
| 2        | "Shine On"               | Partners in Crime | 63     | 5de    |
| 3        | "Cold Shoulder"          | Ray Doherty       | 39     | 8ste   |
| 4        | "Seol (Sail)"            | The Vard Sisters  | 92     | 2de    |
| 5        | "Save this Dance for Me" | Family            | 57     | 6de    |
| 6        | "Ina Measc (Among Them)" | Sean Monagahan    | 43     | 7de    |
| 7        | "Make the Change"        | The Carter Twins  | 77     | 4de    |
| 8        | "Overload"               | Jo Collins        | 84     | 3de    |

## In Birmingham
In het Verenigd Koninkrijk moest Ierland aantreden als 13de, na Slovenië en voor Portugal.
Op het einde van de puntentelling bleek dat Ierland 9de was geworden met een score van 64 punten.
Nederland en België hadden geen punten over voor deze inzending.

### Gekregen punten

#### Finale
| 12 punten | 10 punten               | 8 punten                                   | 7 punten                                              | 6 punten                       |
| --------- | ----------------------- | ------------------------------------------ | ----------------------------------------------------- | ------------------------------ |
|           |                         | - Roemenië - Turkije - Verenigd Koninkrijk | - Noord-Macedonië                                     | - Hongarije - Malta            |
| 5 punten  | 4 punten                | 3 punten                                   | 2 punten                                              | 1 punt                         |
|           | - Noorwegen - Slowakije |                                            | - Estland - Duitsland - Kroatië - Polen - Zwitserland | - Portugal - Slovenië - Zweden |

### Punten gegeven door Ierland

#### Finale
Punten gegeven in de finale:
| 12 punten | Malta               |
| 10 punten | Nederland           |
| 8 punten  | Duitsland           |
| 7 punten  | België              |
| 6 punten  | Israël              |
| 5 punten  | Verenigd Koninkrijk |
| 4 punten  | Noorwegen           |
| 3 punten  | Kroatië             |
| 2 punten  | Zweden              |
| 1 punt    | Estland             |

1965 · 1966 · 1967 · 1968 · 1969 · 1970 · 1971 · 1972 · 1973 · 1974 · 1975 · 1976 · 1977 · 1978 · 1979 · 1980 · 1981 · 1982 · 1983 · 1984 · 1985 · 1986 · 1987 · 1988 · 1989 · 1990 · 1991 · 1992 · 1993 · 1994 · 1995 · 1996 · 1997 · 1998 · 1999 · 2000 · 2001 · 2002 · 2003 · 2004 · 2005 · 2006 · 2007 · 2008 · 2009 · 2010 · 2011 · 2012 · 2013 · 2014 · 2015 · 2016 · 2017 · 2018 · 2019 · 2020 · 2021 · 2022 · 2023 · 2024 · 2025